# Коннад
Коннад Левша (Коннад мак Конайлл; гэльск. Connad mac Conaill, англ. Connad Cerr, умер в 629) — король гэльского королевства Дал Риада, правивший в начале VII столетия. Сын Коналла I. Предположительно, правил совместно с Эохайдом I в 626—629 годах.
Сыном Коннада был Ферхар I, позднее также занимавший престол Дал Риады.